# Сельское поселение Подгорное (Кинель-Черкасский район)
Подгорное сельское поселение — муниципальное образование в Кинель-Черкасском районе Самарской области.
Административный центр — посёлок Подгорный.

## Административное устройство
В состав Подгорного сельского поселения входят:
- посёлок Подгорный,
- село Пустовалово.